# Кубок Ліхтенштейну з футболу 2014—2015
Кубок Ліхтенштейну 2014-15 — 70-й сезон щорічного футбольного змагання в Ліхтенштейні. Переможець кубку пройшов у кваліфікаційний раунд Ліги Європи 2015/16.

## Перший раунд
Матчі першого раунду пройшли 26-27 серпня 2014 року:
Бальцерс 1:1 (по пен. 4-1) Трізен
Трізен II 1-7 Шан
Ешен-Маурен III 1-0 Трізенберг II
Шан III 0-2 Трізенберг
Бальцерс III 0-4 Ешен-Маурен II
Вадуц III 0-3 Руггель II

## Другий раунд
Матчі другого раунду відбулись 30 вересня, 1 і 14 жовтня 2014 року. До шести переможців першого раунду долучились "Бальцерс" і "Вадуц II (U23)".
Ешен-Маурен II 0-7 Бальцерс
Руггель II 1-3 Бальцерс II
Шан 1-4 Вадуц II (U23)
Ешен-Маурен III 0-1 Трізенберг

## 1/4 Фіналу
У чвертьфіналах до 4-х переможців другого раунду долучились півфіналісти минулого розіграшу кубку: команди "Вадуц", "Ешен-Маурен", "Руггель" і "Шан II Аццуррі". Ігри пройшли 4 і 5 листопада 2014 року та 31 березня і 7 квітня 2015 року.
Шан II Аццуррі 0-5 Ешен-Маурен
Руггель II 1-2 Вадуц
Трізенберг 2-0 Бальцерс II
Вадуц II (U23) 3-1 Бальцерс

## 1/2 Фіналу
Матчі пройшли 21 квітня 2015 року.
- Трізенберг - Вадуц II (U23) 1:0 (ОТ)
- Ешен-Маурен - Вадуц 0:2

## Фінал
- Вадуц 5-0 Трізенберг